# Călinești (okręg Ardżesz)
Călinești – wieś w Rumunii, w okręgu Ardżesz, w gminie Călinești. W 2011 roku liczyła 2007 mieszkańców.